# 42の奇想曲もしくは練習曲
ロドルフ・クレゼール作曲の42の奇想曲もしくは練習曲（42のきそうきょくもしくはれんしゅうきょく）は、ヴァイオリニストのための練習曲集（1796年作曲、無伴奏ヴァイオリン用）。日本では「クロイツェルの練習曲」の呼び方で知られる。
構成は、おおむね31番までの単旋律曲集と、32番以降の重音奏法を採用した曲集とからなる。
ヴァイオリン奏者の間では名が通っている練習曲集である。作曲者の作品の中ではほぼ唯一、現在でも広く演奏されている。
- 一定の技巧を習得するに加え、楽理的な形式についても意識をしている作品として有名である。すなわち、形式を意識した構成は暗譜する重要性を奏者に示している。
- ほかにもカイザー練習曲、フリマリー練習曲、小野アンナ教本などの練習曲集が日本国内では知られている。

## 各曲の特徴
- 第1番：イ短調 滑らかなボウイングと旋律美の練習。微妙な表現は一定の演奏経験が必要であり、演奏者の水準によっては第2番の曲からはじめる場合が多い。
- 第2番：ハ長調 分散和音と音階の練習。曲自体は平易だが付点リズムや装飾音をつけるなど応用が幅広い。
- 第3番：ハ長調　前曲と同じく音階練習。
- 第13番：イ長調。移弦と分散和音の練習。バッハ作品と非常によく類似している。
- 第31番：ハ短調 増音程を使った進行とスラー奏法の練習。

### 第32番以降
重音奏法の曲ばかりであり、演奏者には負担が大きいがヴァイオリンの能力を最大限に発揮させる至芸作品ともいえ是非とも習得することが求められている。また無伴奏曲（バッハ、マックス・レーガー、ベラ・バルトーク、パガニーニ）への導入でもあり、ヴァイオリン演奏が和声を獲得し、鍵盤楽器演奏に勝ることを示す重要な作品群である。
- 第32番：ヘ長調 音階と繋留音とを鳴らす練習。
- 第33番：ヘ長調 三度の和声とその滑らかな進行の練習。
- 第34番：ニ長調 16分音符で移弦と重音奏法を組み合わせている。
- 第35番：変ホ長調 行進曲風の中に付点リズムを取り入れている。
- 第36番：ホ短調 ヴィオッティ運弓と三度の和声。
- 第37番：ヘ短調　上げ弓・下げ弓と重音の組み合わせ。
- 第38番：ニ長調　軽快な重音奏法と主旋律・伴奏的和声の両立。
- 第39番：イ長調 伴奏的和声を取り入れた重音奏法と歌謡的な奏法の両立。
- 第40番：ヘ長調 伴奏的和声を取り入れた重音奏法のすべてを盛り込んだもの。最も重要とされている。
- 第41番：変ロ長調 重音とトリルとの組み合わせ。
- 第42番：ニ短調　スタカートと重音奏法との組み合わせ。

## 参考
- クロイツェル・ソナタ